# Palynologie

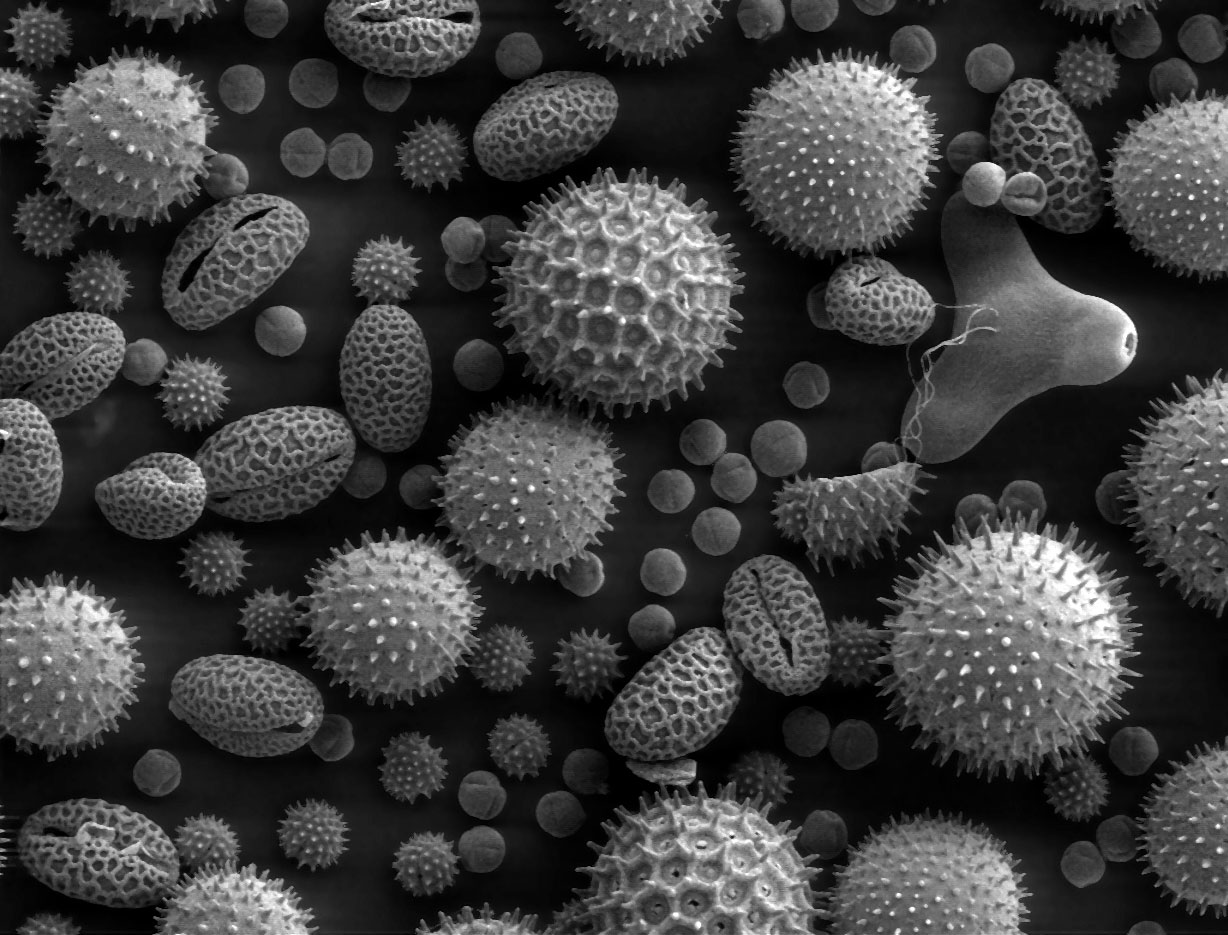
Pollenkörner verschiedener Pflanzen (500-fach vergrößert): Lilium auratum, Sonnenblume (Helianthus annuus), Prunkwinde (Ipomea purpurea), Sildalcea malviflora, Nachtkerze (Oenothera fruticosa) und Rizinus (Ricinus communis).

Palynologie („Lehre vom ausgestreuten Staub“, hier dem Blütenstaub, wissenschaftlich „Pollen“) ist eine naturwissenschaftliche Disziplin, die sich mit der Analyse und Systematik sowohl rezenter als auch fossiler Palynomorphe (neben Pollen auch Sporen und Mikrofossilien von Algen, einschließlich der Dinoflagellaten) befasst.
Aufgrund ihrer weltweiten Verbreitung und hohen Produktion können Palynomorphe in der Geologie/Paläontologie einerseits als Leitfossilien genutzt werden und damit eine relative zeitliche Einordnung (siehe auch: Biostratigraphie) von Sedimenten und Gesteinen ermöglichen, andererseits – wegen der Abhängigkeit (der Vegetation) von bestimmten Standortfaktoren – aber auch als Faziesfossilien dienen und somit eine ökologische Deutung des Ablagerungmilieus (Faziesinterpretation) erlauben. Aber auch für andere Wissenschafts- und Forschungszweige, nicht zuletzt für die angewandten Wissenschaften, können Pollenanalysen wichtige Erkenntnisse liefern.

## Geschichte
Der schwedische Geologe Lennart von Post gilt mit seinen 1916 erstmals veröffentlichten Diagrammen als Vater dieser Methode. Bereits 3 Jahre später wurde die Methode von Carl Albert Weber, dem Altmeister der deutschen Moorforschung, auch im Federseeried angewandt. Seine Ergebnisse beschrieb er 1920 in einem unveröffentlichten Manuskript. Von besonderer Bedeutung war dabei seine Feststellung einer jungsteinzeitlichen Wärme- und Trockenperiode mit rascher Verlandung des Sees, die eine Besiedelung des Beckens erst ermöglichte.
Ende der 20er Jahre begann Karl Bertsch eine 1931 publizierte paläobotanische, vorwiegend pollenanlytische und moorstratigraphische Untersuchung des Federseebeckens. Auch wenn die Ergebnisse nur grob waren, lieferten sie doch einen ersten Anhaltspunkt für die Besiedelung und deren zeitlichen Ablauf über 4000 Jahre. Ab 1935 verfeinerten Forscher wie Franz Firbas  und I. Müller die Methode im Federseebereich weiter.
Die Bezeichnung Palynologie wurde 1944 durch H. A. Hyde und D. A. Williams, nach Korrespondenz mit dem schwedischen Geologen Ernst Valdemar Antevs, in Pollen Analysis Circular (eines der ersten Journale über Blütenstaubanalyse, von Paul Sears in Nordamerika herausgegeben) eingeführt. Hyde und Williams entschieden sich für das Wort Palynologie auf der Grundlage der Griechischen Wörter palynein ‚ausstreuen‘ und pale ‚Staub‘ (ähnlich dem lateinischen Wort Pollen).

## Palynologie nach Wissenschaft
Die Palynologie ist eine interdisziplinäre Wissenschaft, da sie sowohl in die Geowissenschaften (u. a. die Geologie) als auch in die Biologie, insbesondere die Botanik (Paläobotanik und Archäobotanik), wirkt. In den letzten Jahren gewinnt sie auch im Bereich der Klimaforschung immer mehr an Bedeutung. Stratigraphische Palynologie oder Pollenstratigraphie ist ein Teilbereich der Paläontologie, speziell der Mikropaläontologie, die Palynomorphe vom Präkambrium bis zum Holozän studiert.

### In der Archäologie
Durch die Analyse des in Sedimenten und Torfschichten vorkommenden Blütenstaubs lässt sich die Geschichte des Klimas und der Pflanzenwelt der Fundstelle rekonstruieren, insbesondere bei den Funden von Moorleichen. Ist für eine Gegend eine komplette Zeitlinie durch die Sedimente erstellt, können archäologische Funde in identifizierten Schichten relativ genau datiert werden.

### In der Honigkunde (Melissopalynologie)
Bei Honigsorten wird auf die Pollenanalyse zurückgegriffen, um die Deklaration und die Herkunft der Proben zu kontrollieren. Diese Wissenschaft nennt sich Melissopalynologie.

### In der Kriminalistik
In der Kriminalistik kann eine forensische Pollenanalyse unter bestimmten Umständen Aufschluss darüber geben, an welchem Ort ein Beweisstück, ein Opfer oder ein Täter zum Zeitpunkt der Tat gewesen ist, oder wo das Opfer oder das Beweisstück zwischen Tatzeitpunkt und Zeit des Auffindens abgelegt wurde. Weiterhin ist es in begrenztem Maße möglich, in der Vergangenheit liegende Taten durch die Pollenanalyse zeitlich genauer zu bestimmen.
So kann z. B. auch die Datierung von Schriftstücken anhand in die Tinte eingesunkener – und somit konservierter – Pollen zumindest auf ihre jahreszeitliche Plausibilität hin überprüft werden.

### In der Klimaforschung und in der Paläoökologie
In der Klimaforschung kann eine Pollenanalyse, ähnlich wie bei der Analyse eines Eisbohrkerns, Hinweise auf klimatische Veränderungen an der Untersuchungsstelle aufzeigen. Dadurch können klimatische Veränderungen erfasst und beschrieben werden.
Seit Anfang des 20. Jahrhunderts werden quantitative Pollenuntersuchungen durchgeführt und in Form von Pollendiagrammen dargestellt. Die Y-Achse gibt das Alter der Sedimente an; an der x-Achse wird die relative Häufigkeit der verschiedenen Pollenkörner dargestellt. Ein Problem für die Aussagekraft der Pollendiagramme ist, dass die verschiedenen Ausbreitungsfähigkeiten der einzelnen Pflanzenarten zu einer Unter- bzw. Überpräsentation des dazugehörigen Pollens führen. Sind die Pollenkörner einer Art zum Beispiel nur geringfügig vertreten, kann dies an dem seltenen oder entfernten Vorkommen dieser Art, aber auch an den Verbreitungsmechanismen des Pollens liegen. So kann Windbestäubung eine Über- und Tierbestäubung eine Unterrepräsentation der Pollenhäufigkeit in den Sedimenten bedingen. Durch Vergleiche mit heutigen Pflanzengesellschaften und deren Standorten sowie dem Wissen über die Standortfaktoren einzelner Arten wurde das Tertiäre und Quartäre Paläoklima rekonstruiert. Außerdem konnte mit Hilfe der Pollendiagramme gezeigt werden, dass in Mitteleuropa nach der letzten Eiszeit zunächst Birken und Kiefern, später Eichen und Rotbuchen dominierten. Pollenzonen wurden zu einem eigenen stratigraphischen Klassifizierungssystem.
Wegen der großen Resistenz der Palynomorphen gegenüber Zeit, Druck und Wärme können diese auch nach sehr langer Zeit und trotz dynamischer und thermischer Beanspruchung (siehe auch: Diagenese und Tektonik) – beispielsweise in den Bohrprofilen des Ruhrgebietes, inklusive deren Kohleflözen – bestimmt werden. Die Bestimmung ermöglicht, im Zusammenhang mit sedimentologischen und (kohlen-)petrographischen Faktoren (Sedimentologie und Petrografie), eine Rekonstruktion der Paläoökologie, z. B. der Moore des Karbon.
Die dafür notwendige Aufbereitung des Bohrgutes erfolgt in vielen langwierigen Schritten. Zuerst werden die Proben vorsichtig zerkleinert. Anschließend wird das gewonnene Material, je nach Beschaffenheit, in Säuren und/oder Laugen angesetzt bzw. gekocht. Zwischendurch erfolgen immer wieder Siebvorgänge, und außerdem ist z. T. auch eine wiederholte Neutralisation erforderlich. Abschließend wird das Siebgut in eine Zentrifuge gegeben, um letztlich die Palynomorphen in einem zu erstellenden Präparat unter dem Mikroskop zu bestimmen und auszuzählen.

### In der Medizin (Iatropalynologie)
In der Medizin wird erforscht, wie Menschen auf Pollen reagieren und welche diagnostischen und therapeutischen Ansätze bei einer Pollenallergie helfen können.